# Pierre Gartier
 (octobre 2016).
Si vous disposez d'ouvrages ou d'articles de référence ou si vous connaissez des sites web de qualité traitant du thème abordé ici, merci de compléter l'article en donnant les références utiles à sa vérifiabilité et en les liant à la section « Notes et références ».
Pierre Gartier, pseudonyme de Pierre Gauthier, est un peintre français né le 26 juin 1930 à Valence (Drôme) et mort le 18 octobre 2016 à Montpellier (Hérault).

## Biographie
Diplômé de l'École des beaux-arts de Lyon, Pierre Gartier est élève de Swoboda[réf. nécessaire] et Bissières[réf. nécessaire]. Il suit les cours de l'École du Louvre et de l'École Estienne à Paris.
Il obtint le prix Abd-el-Tif en 1960 et devient le dernier pensionnaire de la villa Abd-el-Tif. Devant l'insécurité régnant en 1961 et 1962 en Algérie, il se repliera à Ghardaia, puis à Tipasa d'où il rejoindra la Métropole en juin 1962.

## Expositions
- Galerie Vidal 1960, Paris.
- Galerie Romanet, 1961, Paris.
- Sous-préfecture de Ghardaia, avril 1962 (en remplacement de la Villa Abd el Tif non sécurisée).
- Galerie Vendôme, 1965, Paris.

## Œuvres dans les collections publiques
- Musée d'Art et d'Histoire de Narbonne : Ghardaia, 130 × 97 cm.